# Theology and Philosophy of Education
Theology and Philosophy of Education (TAPE) je mezinárodní vědecký elektronický časopis pro teologii výchovy a filosofii výchovy. Časopis vydává Česká křesťanská akademie, Pedagogická sekce, vychází dvakrát za rok. Časopis byl založen 20. ledna 2022, první číslo vyšlo 25. května 2022. Vznik časopisu TAPE byl oficiálně oznámen na Zimní škole filosofie výchovy v roce 2022, která stejně jako časopis vznikla z odkazu nestora české školy filosofie výchovy, Radima Palouše a první dámy české filosofie výchovy, Jaroslavy Peškové. TAPE se také výslovně hlásí k odkazu českého teologa Josefa Zvěřiny a jeho Teologie agapé.
TAPE je časopis typu open-access (OA, diamond/platinum cesta), jeho hlavním smyslem je vydáváním recenzovaných odborných textů přispívat k diskuzi o různých aspektech teologie výchovy a filosofie výchovy. TAPE vytváří prostor pro diskuzi týkající se filosofických, teologických a výchovných (pedagogických) otázek, pro vzájemné vztahy a možnou spolupráci.

## Zařazení do databází
Časopis TAPE má vlastní ISSN a je zařazen do mezinárodní databáze akademických časopisů pro humanitní a sociální vědy ERIH PLUS, databáze teologických časopisů, středo- a východoevropských on-line časopisů CEEOL, OpenArchives, BASE, WorldCat, DOAJ, Zenodo, PhilPapers, Internet Archive, Sherpa Services,  EuroPub, Sudoc, Index Copernicus (ICI World of Journals) a do databáze časopisů publikujících zdarma v oblasti výchovy a vzdělávání.